# مرسی آچینگ
مرسی آچینگ (انگلیسی: Mercy Achieng؛ زادهٔ ۱۲ اوت ۱۹۹۲) بازیکن فوتبال است.
وی همچنین در تیم ملی فوتبال Kenya بازی کرده‌است.